# Mireval
Mireval – miejscowość i gmina we Francji, w regionie Oksytania, w departamencie Hérault.
Według danych na rok 1990 gminę zamieszkiwało 2355 osób, a gęstość zaludnienia wynosiła 213 osób/km² (wśród 1545 gmin Langwedocji-Roussillon Mireval plasuje się na 158. miejscu pod względem liczby ludności, natomiast pod względem powierzchni na miejscu 697.).